# کاترین دسنیتسکی

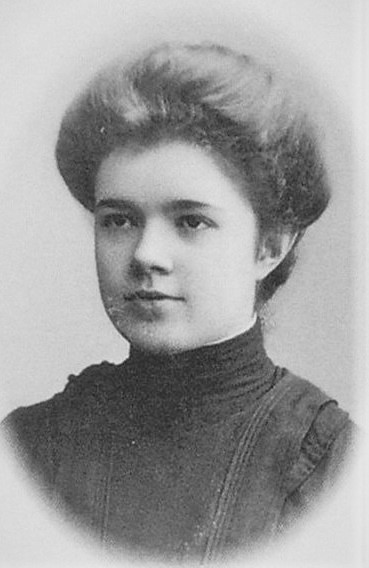
کاترین دسنیتسکی، ۱۴ ساله

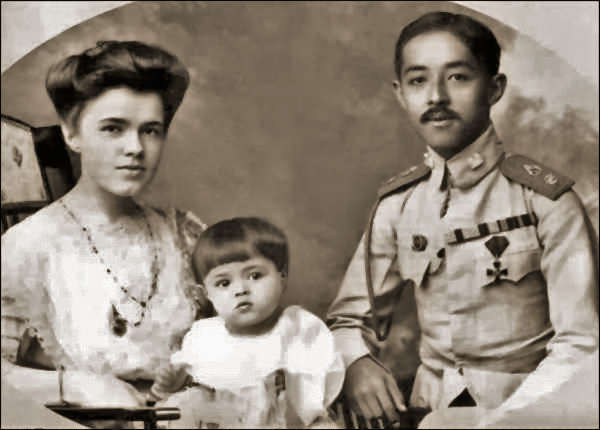
کاترین با شاهزاده چاکرابانگسه بووانات سیام و چولا چاکرابانگسه جوان

کاترین دسنیتسکی (روسی: Екатерина Десницкая) (۲۷ آوریل ۱۸۸۶، لوتسک – ۳ ژانویه ۱۹۶۰، پاریس) نجیب‌زاده روسی، شرکت‌کننده در جنگ روسیه و ژاپن و دارنده صلیب سنت جورج (۱۹۰۴) بود. او همسر شاهزاده سیامی چاکرابانگسه بووانات (۱۹۰۶–۱۹۱۹) بود. داستان عشق آنها در آثار ادبی و باله ای توسط شرکت باله کرملین در جشنواره بین‌المللی رقص و موسیقی بانکوک (۲۰۰۳) شرح داده شده‌است.
در سال ۱۹۱۹، او به شانگهای رفت، جایی که جمعیت زیادی از مردم روسیه در آنجا بودند. او سپس با هری کلینتون استون آمریکایی ازدواج کرد. پس از آن، آنها به پاریس نقل مکان کردند، جایی که کاترین دسنیتسکی بقیه عمر خود را در آنجا گذراند.

## دوران کودکی
دسنیتسکی در کاترینا ایوانوف دسنیتسکایا به دنیا آمد. پدرش ایوان استپانوویچ دسنیتسکی بود. او در سال ۱۸۳۸ در خانواده ای فقیر روستایی متولد شد و تحصیلات اولیه خود را در حوزه علمیه دریافت کرد. بعداً وارد دانشگاه مسکو شد و در سال ۱۸۶۶ از دانشکده حقوق فارغ‌التحصیل شد.
در طول تحصیل، علیرغم مشکلات مالی، با کارولینا کارلوونا (کلمنتیونا)، خواهرزاده گکلین (?–?۱۸۸۲) یک زن فرانسوی که در سنت اصلاح طلب بزرگ شده بود، ازدواج کرد. آنها شش فرزند داشتند:
- ولادیمیر (۰۶/۰۵/۱۸۶۷، مسکو - ?)
- هوپ (۱۸۶۹/۰۷/۲۹، نیژنی نووگورود – ?)
- صوفیه (۱۸۷۱/۰۹/۱۹، سامارا – ۱۲/۱۲/۱۸۷۲، سامارا)
- اوگنیا (۱۱/۲۶/۱۸۷۳، سامارا – ۱۹۴۲)
- نیکولای (۱۰ اکتبر ۱۸۷۵، سامارا - ?)
- الکساندر (۱۸۸۱، کیف - ۱۹۴۳)

مادرش ماریا میخائیلوونا دسنیتسکایا (نام خانوادگی خژنیاکوا) (۱۸۵۱/۰۶/۲۰ - زمستان ۱۹۰۳، کیف) بود. در سال ۱۸۶۸، او با مدال نقره از مؤسسه دوشیزگان نجیب پولتاوا (که اکنون دانشگاه فنی ملی پولتاوا به نام یوری کوندراتیوک نامگذاری شده‌است) فارغ‌التحصیل شده بود.

## زندگی

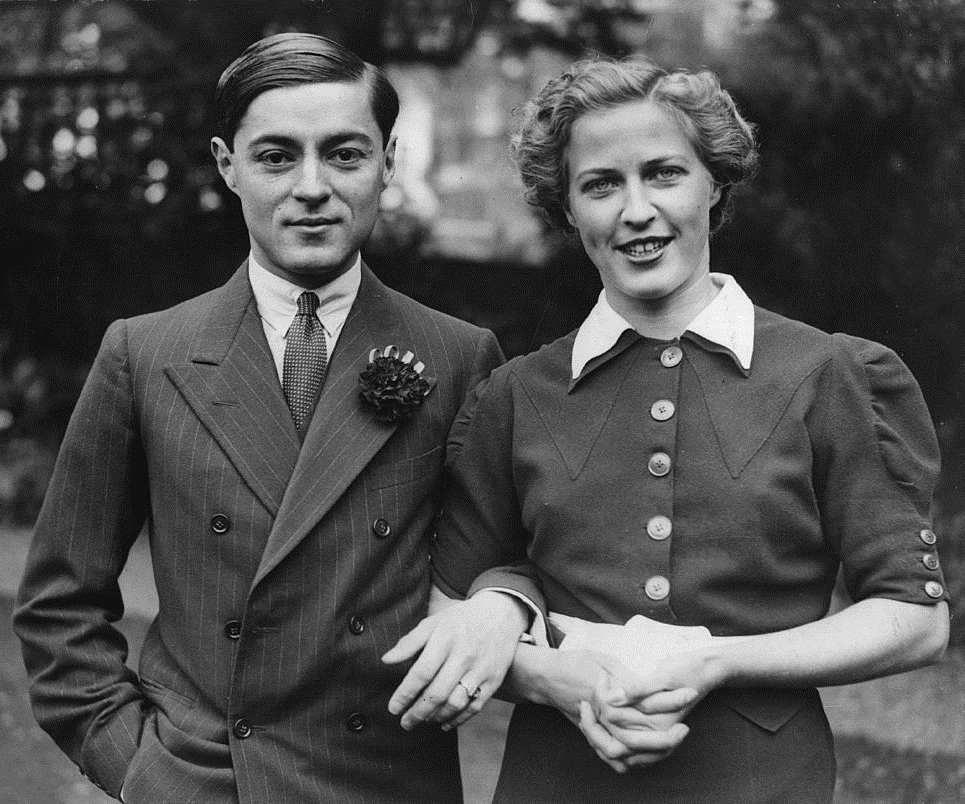
شاهزاده چولا چاکرابانگسه و الیزابت هانتر در سال ۱۹۳۶.

دنیتسکی سپس پرستار شد و در جنگ ۱۹۰۴–۱۹۰۵ روسیه و ژاپن خدمت کرد و مدال دریافت کرد.
در سال ۱۹۰۴، دسنیتسکی با شاهزاده سیامی بیشنولوک (دومین پسر پادشاه راما پنجم)، که در سن پترزبورگ تحصیلات نظامی دریافت کرد، ملاقات کرد، و فارغ‌التحصیل سپاه پیج (۱۹۰۲) بود.
در سال ۱۹۰۶ آنها در کلیسای یونانی تثلیث مقدس استانبول ازدواج کردند. او در ۲۸ مارس ۱۹۰۸ یک پسر چولا چاکرابون داشت و آنها در کاخ پاکروسکاوان بانکوک زندگی می‌کردند.
کاترین در مورد احساساتش نسبت به شوهرش به برادرش نوشت. خانواده سلطنتی سیامی در ابتدا با سردی این ازدواج را پذیرفتند و شاهزاده از تعداد وارثان تاج و تخت کنار گذاشته شد.
وانیا عزیز… اگر می‌دانستی او چه آدم فوق‌العاده، صادق و مهربانی است. البته خیلی‌ها در مورد ازدواج من فقط به ثروت و تجمل اشاره می‌کنند و در مورد خوشبختی سکوت می‌کنند، اما من می‌گویم که محال است که یکدیگر را بیشتر دوست داشته باشیم، درک کنیم و به یکدیگر احترام بگذاریم و برای کسی خانواده بهتری آرزو نمی‌کنم. زندگی من، او را خیلی دوست دارم، زیرا حتی به آن فکر نمی‌کردم.
در سال ۱۹۱۹، شاهزاده و دنیتسکی طلاق گرفتند، اما او از تسویه حساب مالی امتناع کرد، و به شانگهای رفت، جایی که برادرش در آنجا ساکن شده بود و جمعیت زیادی از مردم روسیه در آنجا بودند. او در آنجا درگیر کارهای خیریه شد و بعداً با هری کلینتون استون آمریکایی ازدواج کرد. آنها بعداً به پاریس و سپس پورتلند، اورگان نقل مکان کردند. دسنیتسکی در پاریس به خاک سپرده شد.
او تنها یک نوه اش را ناریسا چاکرابون (متولد ۱۹۵۶)، دختر پسرش چولا و همسر انگلیسی اش الیزابت هانتر دید. در سال ۱۹۹۵، ناریسا چاکرابون با همکاری آیلین هانتر (خاله مادری اش)، کتاب کاتیا و شاهزاده سیام را منتشر کرد.
ناریسا روابط خوبی با پسرعموهایش از خانواده دسنیتسکی در پاریس و سن پترزبورگ داشت. پسر او، نوه کاترین، هوگو چاکرابون لوی، موسیقیدان و آهنگساز سرشناس در تایلند و خارج از کشور، با تاساناولای اونگارتیتیچای بازیگر تایلندی ازدواج کرده‌است.
شاهزاده چولا چاکرابانگسه در دوران کودکی خود در پادشاهی سیام ماند و سپس در انگلستان تحصیل کرد، کشوری که تا پایان عمر در آن زندگی کرد. در آنجا با الیزابت هانتر، یک زن انگلیسی ازدواج کرد و این زوج ناریسا چاکرابانگس را به دنیا آوردند. دومی با عمه مادری اش، آیلین هانتر، کتاب زندگینامه کاتیا و شاهزاده سیام (کاتیا و شاهزاده سیام) را نوشت. خود ناریسا چاکرابانگسه دارای پسر موسیقیدان جولاچاک جاکراپونگ است که با نام هنری هوگو شناخته می‌شود.